# Az Oroszországi Föderáció katonai körzetei
|                                            |
| Nyugati Déli Központi Keleti Északi Flotta |

Az Oroszországi Föderáció katonai körzetei Oroszország fegyveres erőinek földrajzi-adminisztratív egységei, amelyek védelmi szempontból az országot öt részre osztják. Az öt egység: a Nyugati Katonai Körzet, a Déli Katonai Körzet, a Központi Katonai Körzet, a Keleti Katonai Körzet és az Északi Flotta. A katonai körzetek orosz elnevezése военный округ (vojennij okrug).

## Történeti áttekintés

### A Szovjetunió felbomlásakor
A Szovjetunióban az ország felbomlásának idején tizenhat katonai körzet működött. Ezeket az alábbi táblázat sorolja föl; az eredeti orosz nevek a térképen való beazonosítást segítik.

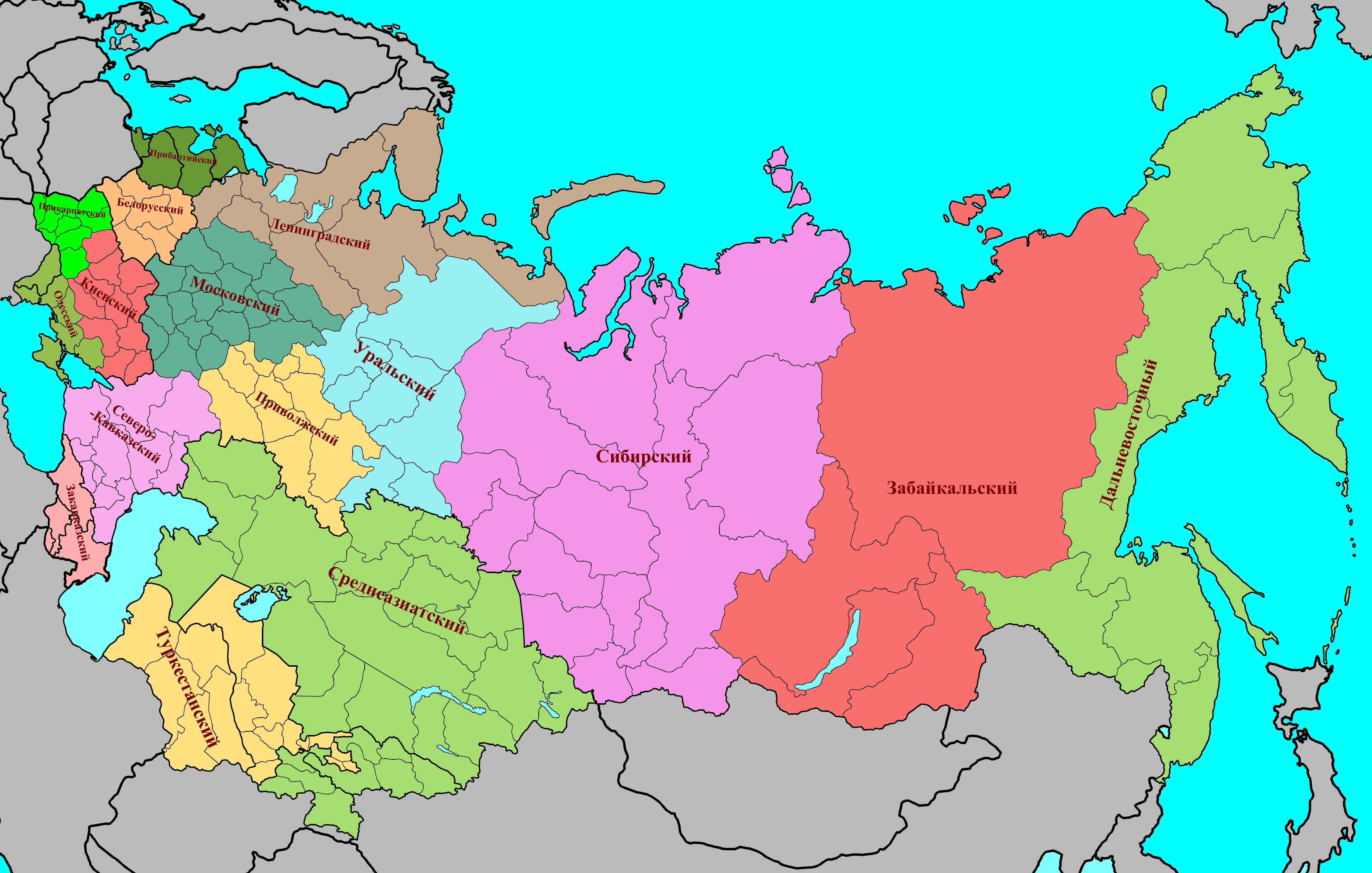
A Szovjetunió katonai körzetei az ország felbomlásakor

| Magyar elnevezés | Orosz elnevezés   | Magyar elnevezés | Orosz elnevezés |
| ---------------- | ----------------- | ---------------- | --------------- |
| Moszkvai         | Московский        | Balti            | Прибалтийский   |
| Leningrádi       | Ленинградский     | Belorusz         | Белорусский     |
| Észak-kaukázusi  | Северо-Кавказский | Kievi            | Киевский        |
| Volgai           | Приволжский       | Kárpáti          | Прикарпатский   |
| Uráli            | Уральский         | Ogyesszai        | Одесский        |
| Szibériai        | Сибирский         | Kaukázusontúli   | Закавказский    |
| Bajkálontúli     | Забайкальский     | Közép-Ázsiai     | Среднеазиатский |
| Távol-keleti     | Дальневосточный   | Turkesztáni      | Туркестанский   |

### Az 1990-es években
| Moszkvai Leningrádi Észak-kaukázusi Volgai Uráli Szibériai Bajkálontúli Távol-keleti Kalinyingrádi |

Amikor a Szovjetunió 1991 végén szétesett, Oroszországról értelemszerűen levált a Balti, a Belorusz, a Kijevi, a Kárpáti, az Ogyesszai, a Kaukázuson túli, a Közép-Ázsiai és a Turkesztáni Katonai Körzet. A megmaradt körzetek alkották az önálló Oroszország katonai körzeteit. A Balti Katonai Körzet területéből egyedül a kalinyingrádi exklávé maradt Oroszország része. Itt önálló különleges kerületet – oroszul особый район (oszobij rajon) – hoztak létre.

### 1998 júliusától
| Moszkvai Leningrádi Észak-kaukázusi Volgai Uráli Szibériai Távol-keleti Kalinyingrádi |

Borisz Jelcin elnök 1998. július 27-i 900. számú rendeletében újjászervezte a katonai körzeteket. Az új felosztás nagy vonalakban helyben hagyta a szovjet időkből fennmaradt körzetesítést, de a Bajkálontúli Katonai Körzet déli része beolvadt a Szibériai Katonai Körzetbe, az északi rész pedig a Távol-keleti Katonai Körzethez került. A Leningrádi Katonai Körzet területe is megnőtt a Volgai rovására.

### 2001 szeptemberétől
| Moszkvai Leningrádi Észak-kaukázusi Volga-Uráli Szibériai Távol-keleti Kalinyingrádi |

Vlagyimir Putyin elnök 2001. március 24-én kelt 337с számú rendeletében 2001. szeptember 1-jei hatállyal összvonta a Volgai és az Uráli Katonai Körzetet Volga-Uráli Katonai Körzetté.
2008-ban átszervezték az Oroszországi Föderáció közigazgatási felosztását, és ennek nyomán szükséges volt az egyes katonai körzetekhez tartozó közigazgatási egységek új nevének átvezetése a 2001-es rendelet által módosított 1998-as rendelet szövegébe. Ezek az apró adminisztratív változások a katonai körzetek tényleges működését, határait nem érintették. A vonatkozó rendeletet Dmitrij Medvegyev adta ki.

### 2010 szeptemberétől
| Nyugati Észak-kaukázusi Volga-Uráli Szibériai Távol-keleti |

2010. szeptember elsején Medvegyev elnök 1144-es sorszámmal újabb rendeletet adott ki, amellyel – két lépcsőben – átszervezte és át is nevezte az Oroszországi Föderáció katonai körzeteit, számukat négyre csökkentette, és megszüntette Kalinyingrád különleges státuszát. A rendelethez két melléklet tartozik; az első az azonnal végrehajtandó változtatásokat tartalmazza, a második pedig a december elsején hatályba lépőket. Az elnök azonnali hatállyal összevonta a Leningrádi és a Moszkvai Katonai Körzetet, valamint a Kalinyingrádi Különleges Kerületet, és az új katonai-adminisztrációs egységnek a Nyugati Katonai Körzet elnevezést adta.

### 2010 decemberétől
| Nyugati Déli Központi Keleti |

2010. december elsején életbe lépett Medvegyev elnök szeptember elsején kiadott 1144-es számú rendeletének második melléklete, amely további változtatásokat hozott az ország katonai körzetekre osztásában. A Nyugati Katonai Körzet érintetlen maradt. A szintén változatlan határok között maradt Észak-kaukázusi Katonai Körzet új neve Déli Katonai Körzet lett. A Távol-keleti Katonai Körzet szintén új nevet kapott: az új nómenklatúrához igazodva ez lett a Keleti Katonai Körzet. A katonai körzet területe bővült: hozzácsatolták a korábban a Szibériai Katonai Körzethez tartozó Burjátföldet és a Bajkálontúli határterületet. A Szibériai Katonai Körzet fennmaradó részét Központi Katonai Körzet néven összevonták a Volga-Uráli Katonai Körzettel.

### 2014 áprilisától
| Nyugati Déli Központi Keleti |

2014 márciusában viharos változások zajlottak le a Krím-félszigeten, amely a hónap közepén orosz fennhatóság alá került. Az események nyomán Putyin elnök 2014. április 2-án kelt 199-es számú rendeletében a Déli Katonai Körzethez csatolta a Krímet és Szevasztopolt, amely egy ukrán-orosz államközi megállapodás értelmében már korábban is az orosz Fekete-tengeri Flotta fő bázisa volt. Egyéb tekintetben a katonai körzetek határai és elnevezései nem változtak.

### 2014 decemberétől
| Nyugati Déli Központi Keleti Északi Flotta |

2014 decemberében újabb változás állt be az ország katonai adminisztratív felosztásában: a Nyugati Katonai Körzetből kivált az Északi Flotta, és önálló, a négy katonai körzettel egyenrangú területi egységet alkotott Oroszország európai részének északi részén.

## A katonai körzetek

### A Nyugati Katonai Körzet

A Nyugati Katonai Körzet jelvénye

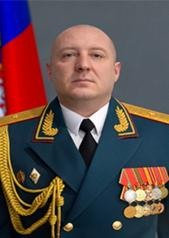
Roman Berdnyikov

A Nyugati Katonai Körzet az ország nyugati határa mentén fekszik, határos Finnországgal, Észtországgal, Lettországgal, Litvániával, Fehéroroszországgal, Ukrajnával és a Kalinyingrádi terület révén Lengyelországgal. Területe felöleli a Karél köztársaságot, a Belgorodi, Brjanszki, Vlagyimiri, Vologdai, Voronyezsi, Ivanovói, Kalinyingrádi, Kalugai, Kosztromai, Kurszki, Leningrádi, Lipecki, Moszkvai, Nyizsnyij Novgorod-i, Novgorodi, Orjoli, Pszkovi, Rjazanyi, Szmolenszki, Tambovi, Tveri, Tulai és a Jaroszlavli területet. Ide tartozik Moszkva és Szentpétervár is.
A katonai körzet parancsnoka Roman Boriszovics Berdnyikov dandártábornok. A körzet főhadiszállása Szentpéterváron van.

### A Déli Katonai Körzet

A Déli Katonai Körzet jelvénye

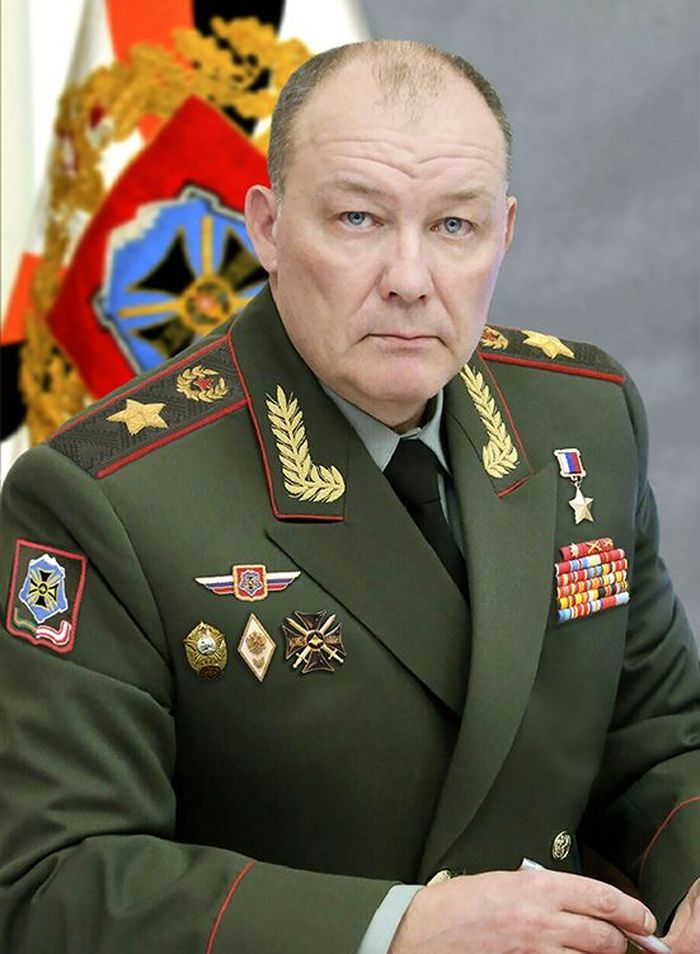
Alekszandr Dvornyikov hadseregtábornok

A Déli Katonai Körzet az ország délnyugati részén terül el, határos Ukrajnával, Grúziával, Azerbajdzsánnal és Kazahsztánnal. Területe felöleli az Adige köztársaságot, a Dagesztáni köztársaságot, az Ingus köztársaságot, a Kabard-Balkár köztársaságot, a Kalmük köztársaságot, a Karacsáj-Cserkesz köztársaságot, az Észak-Oszét köztársaságot, a Csecsen köztársaságot, a Krasznodari és a Sztavropoli határterületet,   valamint az Asztráhani, Volgográdi és Rosztovi területet.
A katonai körzet parancsnoka Alekszandr Vlagyimirovics Dvornyikov hadseregtábornok. A körzet főhadiszállása Rosztov-na-Donuban van.

### A Központi Katonai Körzet

A Központi Katonai Körzet jelvénye

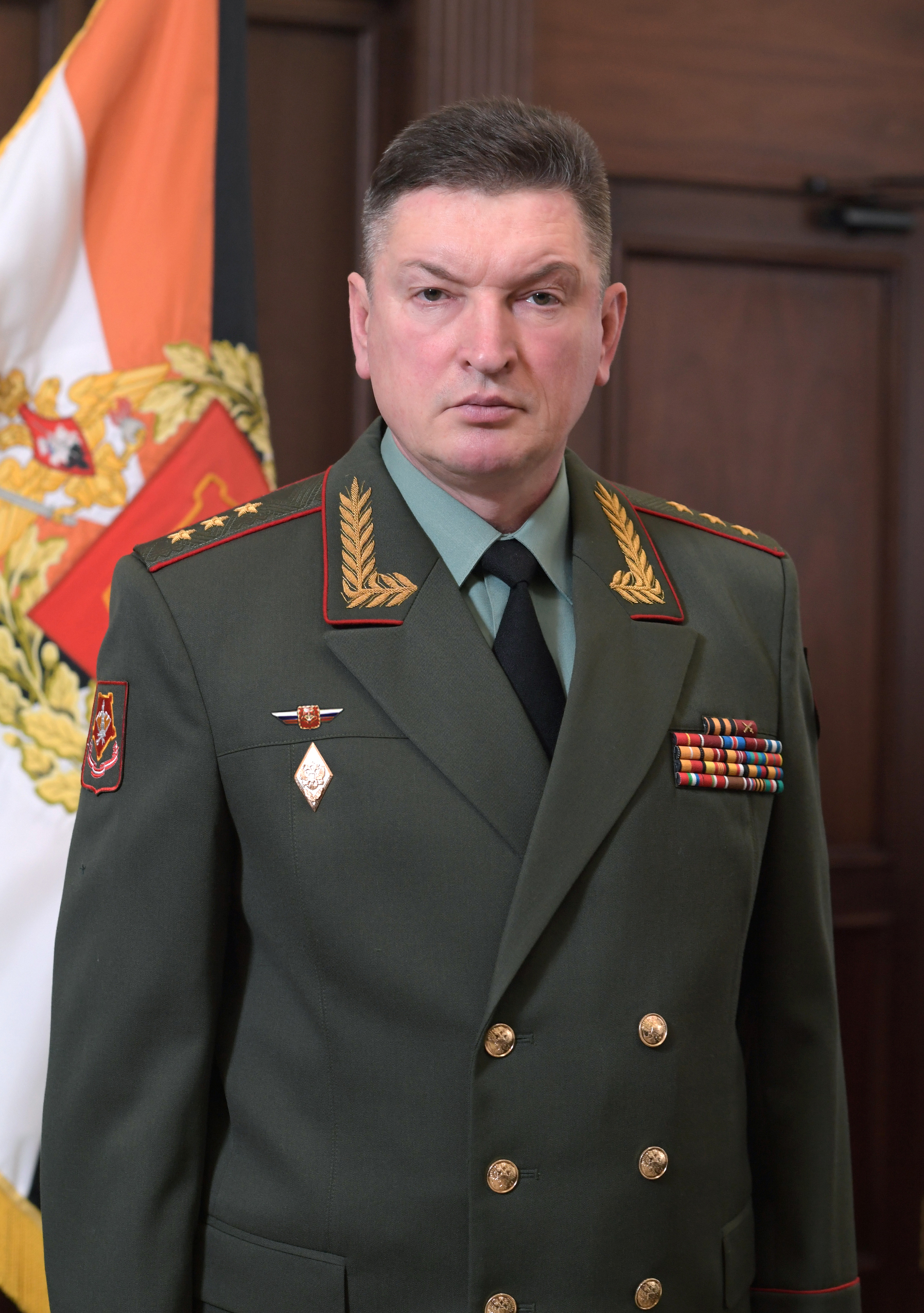
Alekszandr Lapin

A központi katonai körzet az ország középső részén terül el. Kazahsztánnal, Kínával és Mongóliával határos. Területe felöleli az Altaj köztársaságot, a Baskír köztársaságot, a Marij El köztársaságot, a Mordvin köztársaságot, a Tatár köztársaságot, a Tuvai köztársaságot, az Udmurt köztársaságot, a Hakasz köztársaságot, a Csuvas köztársaságot, az Altaji, Krasznojarszki és Permi határterületeket,  az Irkutszki, Kemerovói, Kirovi, Kurgani, Novoszibirszki, Omszki, Orenburgi, Penzai, Szamarai, Szaratovi, Szverdlovszki, Tomszki, Tyumenyi, Uljanovszki és a Cseljabinszki terület, valamint Hanti- és Manysiföld és Jamali Nyenyecföld.
A katonai körzet parancsnoka Alekszandr Pavlovics Lapin vezérezredes. A körzet főhadiszállása Jekatyerinburgban van.

### A Keleti Katonai Körzet

A Keleti Katonai Körzet jelvénye

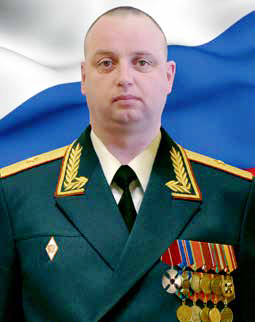
Andrej Kuzmenko

A Keleti Katonai Körzet az ország csendes-óceáni partvidékén és Kelet-Szibériában terül el. Határos (a Bering-szoroson keresztül) az Amerikai Egyesült Államokkal, (a La Pérouse-szoroson keresztül) Japánnal, Észak-Koreával, Kínával és Mongóliával. Területe felöleli a Burját köztársaságot, a Szaha köztársaságot, a Bajkálontúli, Kamcsatkai, a Tengermelléki és a Habarovszki határterületet, az Amuri, Magadani és a Szahalini területet, a Zsidó autonóm területet és a Csukcsföldi autonóm körzetet.
A katonai körzet parancsnoka Andrej Vlagyimirovics Kuzmenko altábornagy. A körzet főhadiszállása Habarovszkban van.

### Az Északi Flotta

Az Északi Flotta jelvénye

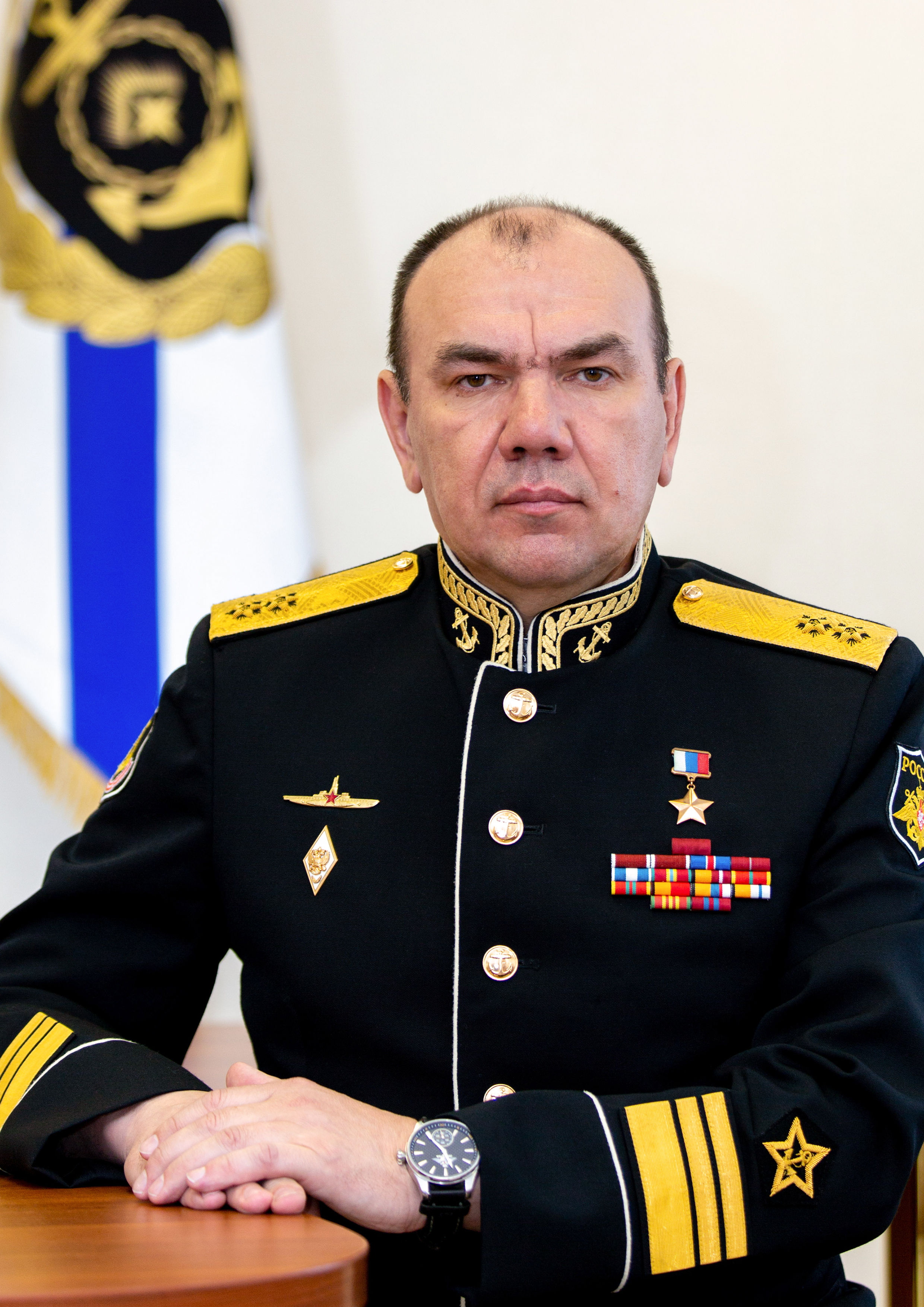
Alekszandr Moiszejev

Területileg ide tartozik a Komi Köztársaság, a Nyenyec Autonóm Kerület, valamint az Arhangelszki és a Murmanszki terület.
Az Északi Flotta parancsnoka Alekszandr Alekszejevics Moiszejev altengernagy. A flotta főhadiszállása Szeveromorszkban van.